# Varese Calcio 1985-1986
Questa pagina raccoglie le informazioni riguardanti il Varese Calcio nelle competizioni ufficiali della stagione 1985-1986.

## Stagione
Nella stagione 1985-1986 il Varese ha disputato il girone A del campionato di Serie C1, classificandosi in diciassettesima e penultima posizione di classifica con 26 punti, retrocedendo in Serie C2 accompagnato da Rimini, Pavia e Sanremese. Il torneo è stato vinto con 47 punti dalla coppia composta e Parma e Modena, entrambe promosse in Serie B.

## Rosa
| N. |                   | Ruolo | Calciatore            |
| -- | ----------------- | ----- | --------------------- |
|    | Italia (bandiera) | C     | Renato Acone          |
|    | Italia (bandiera) | D     | Walter Biagini        |
|    | Italia (bandiera) | A     | Alberto Cambiaghi     |
|    | Italia (bandiera) | D     | Cesare Cattaneo       |
|    | Italia (bandiera) | D     | Roberto Fumagalli     |
|    | Italia (bandiera) | C     | Alessandro Furlanetto |
|    | Italia (bandiera) | C     | Marcello Gamberini    |
|    | Italia (bandiera) | D     | Roberto Gatti         |
|    | Italia (bandiera) | C     | Silvio Giusti         |
|    | Italia (bandiera) | D     | Giovanni Lopez        |
|    | Italia (bandiera) | A     | Fabrizio Lucchi       |
|    | Italia (bandiera) | C     | Giuliano Melosi       |

| N. |                   | Ruolo | Calciatore         |
| -- | ----------------- | ----- | ------------------ |
|    | Italia (bandiera) | D     | Paolo Misuri       |
|    | Italia (bandiera) | D     | Stefano Pellegrini |
|    | Italia (bandiera) | A     | Corrado Pescatori  |
|    | Italia (bandiera) | P     | Pasquale Piccinin  |
|    | Italia (bandiera) | C     | Rinaldo Piraccini  |
|    | Italia (bandiera) | A     | Antonio Ravot      |
|    | Italia (bandiera) | D     | Andrea Stimpfl     |
|    | Italia (bandiera) | C     | Tullio Tinti       |
|    | Italia (bandiera) | C     | Francesco Tudisco  |
|    | Italia (bandiera) | C     | Rosolo Vailati     |
|    | Italia (bandiera) | C     | Roberto Verdicchio |
|    | Italia (bandiera) | P     | Giacomo Zunico     |

## Risultati

### Campionato

#### Girone di andata
| 22 settembre 1985 1ª giornata | Fano | 0 – 0 | Varese |  |

| 29 settembre 1985 2ª giornata | Varese | 1 – 1 | Reggiana |  |

| 6 ottobre 1985 3ª giornata | Rimini | 1 – 2 | Varese |  |

| 13 ottobre 1985 4ª giornata | Varese | 1 – 2 | Piacenza |  |

| 20 ottobre 1985 5ª giornata | Rondinella | 2 – 0 | Varese |  |

| 27 ottobre 1985 6ª giornata | Varese | 0 – 0 | Ancona |  |

| 3 novembre 1985 7ª giornata | Virescit Bergamo | 1 – 0 | Varese |  |

| 10 novembre 1985 8ª giornata | Varese | 1 – 1 | Pavia |  |

| 17 novembre 1985 9ª giornata | Varese | 1 – 0 | Sanremese |  |

| 24 novembre 1985 10ª giornata | Prato | 0 – 0 | Varese |  |

| 1º dicembre 1985 11ª giornata | Varese | 0 – 0 | Padova |  |

| 8 dicembre 1985 12ª giornata | Carrarese | 1 – 0 | Varese |  |

| 15 dicembre 1985 13ª giornata | Varese | 4 – 1 | Trento |  |

| 22 dicembre 1985 14ª giornata | Parma | 0 – 0 | Varese |  |

| 5 gennaio 1986 15ª giornata | Varese | 0 – 0 | Legnano |  |

| 12 gennaio 1986 16ª giornata | Modena | 3 – 1 | Varese |  |

| 19 gennaio 1986 17ª giornata | Varese | 0 – 1 | SPAL |  |

#### Girone di ritorno
| 26 gennaio 1986 18ª giornata | Varese | 1 – 0 | Fano |  |

| 2 febbraio 1986 19ª giornata | Reggiana | 3 – 0 | Varese |  |

| 9 febbraio 1986 20ª giornata | Varese | 0 – 0 | Rimini |  |

| 16 febbraio 1986 21ª giornata | Piacenza | 1 – 0 | Varese |  |

| 23 febbraio 1986 22ª giornata | Varese | 0 – 1 | Rondinella |  |

| 2 marzo 1986 23ª giornata | Ancona | 4 – 1 | Varese |  |

| 9 marzo 1986 24ª giornata | Varese | 1 – 0 | Virescit Bergamo |  |

| 23 marzo 1986 25ª giornata | Pavia | 2 – 0 | Varese |  |

| 29 marzo 1986 26ª giornata | Sanremese | 3 – 1 | Varese |  |

| 6 aprile 1986 27ª giornata | Varese | 3 – 1 | Prato |  |

| 13 aprile 1986 28ª giornata | Padova | 1 – 1 | Varese |  |

| 20 aprile 1986 29ª giornata | Varese | 2 – 0 | Carrarese |  |

| 4 maggio 1986 30ª giornata | Trento | 0 – 0 | Varese |  |

| 11 maggio 1986 31ª giornata | Varese | 0 – 1 | Parma |  |

| 18 maggio 1986 32ª giornata | Legnano | 1 – 1 | Varese |  |

| 25 maggio 1986 33ª giornata | Varese | 1 – 2 | Modena |  |

| 1º giugno 1986 34ª giornata | SPAL | 1 – 0 | Varese |  |